# Enrique Mariné
Enrique Mariné López (Madrid, 8 de diciembre de 1879-Madrid, 14 de enero de 1974) fue un periodista español.

## Biografía
Fue secretario general de Prensa Española, a las órdenes de Torcuato Luca de Tena y Juan Ignacio Luca de Tena. Fue también vocal de la junta directiva de la Unión Ibero-Americana.
Mariné, que falleció a los 94 años el 14 de enero de 1974 en su domicilio madrileño, recibió sepultura en el cementerio de la Almudena.
Estuvo casado en primeras nupcias con Julia Otondo González-Campos, con quien tuvo cuatro hijos. Posteriormente se casó con María Lasso de la Vega. 
Fue comendador de la Orden de Isabel la Católica.
Recibió la medalla al Mérito en el Trabajo.

## Obras
- —; Alfredo Miralles (1922). La taquigrafía en veinte lecciones (2ª edición). Madrid: Sucesores de Rivadeneyra. [5]
- — (1929). Cómo se administra un gran diario. Madrid: Compañía Ibero-Americana de Publicaciones.[6]
- — (1933). El momento de España. Madrid: Aguilar.[7][8]